# ناوالا (فیجی)
ناوالا (به لاتین: Navala) یک منطقهٔ مسکونی در فیجی است که در استان غربی واقع شده‌است.